# 1992 GE5
1992 GE5 är en asteroid i huvudbältet som upptäcktes den 6 april 1992 av den belgiske astronomen Eric W. Elst vid La Silla-observatoriet.
Asteroiden har en diameter på ungefär 4 kilometer och den tillhör asteroidgruppen Koronis.